# Joseph Cosson
Pour les articles homonymes, voir Cosson (homonymie).
Joseph, Maurice Cosson est un homme politique français né le 18 avril 1832 à Lunéville (Meurthe) et décédé le 4 octobre 1903 aux Brenets (Suisse).

## Biographie
Joseph Maurice Cosson est le fils de Joseph Eugène Cosson, notaire à Lunéville et maire de cette même ville en 1848 mais doit s'exiler après le coup d'État du 2 décembre 1851 avec Antoine Viox. Joseph Maurice reste quant-à-lui à Nancy pour poursuivre ses études en Droit puis devient avocat à Lunéville. Il devient conseiller général de Lunéville-Nord en 1871 et conseiller municipal en août 1873. En 1876, il est élu député de Meurthe-et-Moselle, siégeant au centre gauche. Il est l'un des 363 députés qui refusent la confiance au gouvernement de Broglie, le 16 mai 1877. Battu en 1877 par Paul Michaut puis, après l'invalidation de l'élection, lors du scrutin partiel de 1878 par le même Michaut. Il quitte la vie politique en 1879, après avoir été nommé trésorier-payeur général de la Vendée par Jules Grévy le 2 juillet 1879. Il meurt le 4 octobre 1903 aux Brenets (Suisse) et ses obsèques se déroulent le 9 octobre à Lunéville.

## Sources
- « Joseph Cosson », dans Adolphe Robert et Gaston Cougny, Dictionnaire des parlementaires français, Edgar Bourloton, 1889-1891 [détail de l’édition]
- Jean El Gammal, François Roth et Jean-Claude Delbreil, Dictionnaire des Parlementaires lorrains de la Troisième République, Serpenoise, 2006 (ISBN 2-87692-620-2 et 978-2-87692-620-2, OCLC 85885906, lire en ligne), p. 144-145